# NGC 4867
NGC 4867 في الفهرس العام الجديد، هي مجرة، تقع في كوكبة الهلبة. اكتشفت في 10 مايو 1863 بواسطة هاينريش لويس دريست.

## روابط خارجية
- NGC 4867 على موقع ويكي سكاي: DSS2, SDSS, GALEX, IRAS, Hydrogen α, X-Ray, Astrophoto, Sky Map, Articles and images